# Emperor of Sand
Emperor of Sand – siódmy album studyjny amerykańskiej grupy muzycznej Mastodon. Wydawnictwo ukazało się 31 marca 2017 roku nakładem wytwórni muzycznej Reprise Records.

## Lista utworów
| Nr  | Tytuł utworu                           | Długość |
| --- | -------------------------------------- | ------- |
| 1.  | „Sultan's Curse”                       | 4:09    |
| 2.  | „Show Yourself”                        | 3:03    |
| 3.  | „Precious Stones”                      | 3:46    |
| 4.  | „Steambreather”                        | 5:03    |
| 5.  | „Roots Remain”                         | 6:28    |
| 6.  | „Word To The Wise”                     | 4:00    |
| 7.  | „Ancient Kingdom”                      | 4:55    |
| 8.  | „Clandestiny”                          | 4:28    |
| 9.  | „Andromeda” (Wokal: Kevin Sharp)       | 4:05    |
| 10. | „Scorpion Breath” (Wokal: Scott Kelly) | 3:19    |
| 11. | „Jaguar God” (Keyboard: Mike Keneally) | 7:57    |
|     |                                        | 51:13   |

## Twórcy albumu
- Troy Sanders – śpiew, gitara basowa
- Brent Hinds – śpiew, gitara
- Bill Kelliher – gitara, śpiew
- Brann Dailor – perkusja, śpiew, gitara basowa, instrumenty klawiszowe

## Wyróżnienia
| Publikacja    | Wyróżnienie                              | Pozycja |
| ------------- | ---------------------------------------- | ------- |
| Exclaim!      | Top 10 Metal and Hardcore Albums of 2017 | 7       |
| Loudwire      | 25 Best Metal Albums of 2017             | 2       |
| Metal Hammer  | 100 Best Metal Albums of 2017            | 1       |
| Revolver      | 20 Best Albums of 2017                   | 3       |
| Rolling Stone | 20 Best Metal Albums of 2017             | 4       |

## Listy sprzedaży
| Lista                                    | Kraj              | Pozycja |
| ---------------------------------------- | ----------------- | ------- |
| ARIA                                     | Australia         | 3       |
| Ö3 Austria Top 40                        | Austria           | 11      |
| Ultratop. Vlaanderen                     | Belgia            | 12      |
| Ultratop. Wallonie                       | Belgia            | 26      |
| Suomen Virallinen Lista                  | Finlandia         | 4       |
| SNEP                                     | Francja           | 60      |
| Dutch Album Top 100                      | Holandia          | 16      |
| Promusicae                               | Hiszpania         | 18      |
| IRMA. Albums Chart                       | Irlandia          | 7       |
| Billboard Canadian Albums                | Kanada            | 4       |
| GfK Entertainment charts                 | Niemcy            | 5       |
| VG-lista                                 | Norwegia          | 6       |
| Recorded Music NZ. NZ Top 40             | Nowa Zelandia     | 9       |
| OLiS                                     | Polska            | 27      |
| AFP                                      | Portugalia        | 27      |
| Billboard 200                            | Stany Zjednoczone | 7       |
| Official Charts Company. Scottish Albums | Szkocja           | 6       |
| Swiss Hitparade                          | Szwajcaria        | 13      |
| Sverigetopplistan                        | Szwecja           | 5       |
| Mahasz                                   | Węgry             | 7       |
| Official Charts Company                  | Wielka Brytania   | 11      |
| FIMI                                     | Włochy            | 42      |